# Kanton Pougues-les-Eaux
Kanton Pougues-les-Eaux (francouzsky Canton de Pougues-les-Eaux) je francouzský kanton v departementu Nièvre v regionu Burgundsko. Tvoří ho pět obcí.

## Obce kantonu
- Fourchambault
- Garchizy
- Germigny-sur-Loire
- Parigny-les-Vaux
- Pougues-les-Eaux